# کیکو تودا
کیکو تودا (انگلیسی: Keiko Toda؛ زادهٔ ۱۲ سپتامبر ۱۹۵۷) یک هنرپیشه، و صدا پیشه اهل ژاپن است.